# برونو متسو
برونو متسو (به فرانسوی: Bruno Metsu) (زاده ۲۸ ژانویه ۱۹۵۴ - درگذشته ۱۴ اکتبر ۲۰۱۳) مربی فوتبال است. بزرگترین موفقیت متسو پیروزی با تیم سنگال در برابر تیم فرانسه در طی جام جهانی فوتبال ۲۰۰۲ است.